# Zunkul
Zunkul (arab. زونقل) – miejscowość w Syrii, w muhafazie Aleppo. W 2004 roku liczyła 1966 mieszkańców.